# Edward A. Hannegan
Edward Allen Hannegan, född 25 juni 1807 i Hamilton County, Ohio, död 25 februari 1859 i Saint Louis, Missouri, var en amerikansk demokratisk politiker och diplomat. Han representerade delstaten Indiana i båda kamrarna av USA:s kongress, först i representanthuset 1833-1837 och sedan i senaten 1843-1849.
Hannegan föddes i Ohio och växte upp i Bourbon County, Kentucky. Han studerade juridik och inledde sin karriär som advokat i Covington, Indiana. Efter två mandatperioder i representanthuset bestämde han sig för att återgå till arbetet som advokat.
Hannegan utmanade sittande senatorn Oliver H. Smith i senatsvalet 1843 och vann. Han ville fortsätta som senator men demokraterna i Indiana nominerade James Whitcomb i stället. Han efterträddes 1849 av Whitcomb. Hannegan var chef för USA:s diplomatiska beskickning i Preussen 1849-1850.
Hannegan avled i en överdos av morfin. Hans grav finns på Woodlawn Cemetery i Terre Haute.